# Pacho
Pacho ist eine Gemeinde (municipio) im Departamento Cundinamarca in Kolumbien.

## Geographie
Pacho liegt im Nordwesten von Cundinamarca und ist die Hauptstadt der Provinz Rionegro. Pacho liegt in der Ostkordillere der kolumbianischen Anden. An die Gemeinde grenzen im Norden San Cayetano, Villagómez und Topaipí, im Osten Zipaquirá, Cogua und Tausa, im Süden Supatá und Subachoque und im Westen El Peñón und Vergara.

## Bevölkerung
Die Gemeinde Pacho hat 27.977 Einwohner, von denen 16.154 im städtischen Teil (cabecera municipal) der Gemeinde leben (Stand: 2019).

## Geschichte
Auf dem Gebiet des heutigen Pacho lebte bei der Ankunft der Spanier das indigene Volk der Chibcha. Die Gründung von Pacho wird dem indigenen Anführer Diego Pacho im Jahr 1624 zugeschrieben. Die Gemeinde gilt als die Wiege der Stahlindustrie in Lateinamerika. Die Stahlproduktion begann in Pacho 1814. Die Eisenhütte Ferrería de Pacho wurde zum nationalen Denkmal erklärt.

## Wirtschaft
Die wichtigsten Wirtschaftszweige von Pacho sind heute Landwirtschaft (insbesondere Orangen, aber auch andere Obst- und Gemüsesorten sowie Kaffee), Tierhaltung, Bergbau (Kohle) und Industrie.

## Persönlichkeiten
- Gonzalo Rodríguez Gacha (1947–1989), Mitglied des Medellín-Kartells